# 서삼릉
서삼릉(西三陵)은 대한민국 경기도 고양시 덕양구 원당동에 있는, 희릉, 효릉, 예릉의 세 능(三陵)이다. 1970년 5월 26일 대한민국의 사적 제200호로 지정되었다. 유네스코 세계유산이다.

## 개요
서삼릉(西三陵)은 희릉(禧陵), 효릉(孝陵), 예릉(睿陵)의 3기의 능으로 구성되어 있다. 중종 계비 장경왕후의 무덤인 희릉이 처음 들어선 이후 인종과 인종비 인성왕후의 무덤 효릉, 철종과 철종비 철인왕후의 무덤인 예릉이 조성되면서 3릉이 한양의 서쪽에 있다하여 '서삼릉'이란 이름으로 불리게 되었다.
서삼릉에는 3기의 왕릉 이외에도 3기의 원과 1묘, 왕자·공주·후궁 등의 묘 47기, 태실54기가 자리 잡고 있다. 1665년(인조 23) 소현세자가 죽자 소현세자를 이곳에 안장하고 소현묘(昭顯廟)라고 칭하였으나 1870(고종 7)에는 소경원(昭慶園)으로 개호하였다. 일제강점기에는 일제에 의해 조선왕실의 태실, 왕자묘, 후궁묘, 공·옹주묘가 현재의 위치로 집결되었으며, 해방 이후에 명종 후궁 경빈 이씨의 묘 외 6기의 묘를 옮겨왔다. 1944년에는 정조의 장남 문효세자의 묘인 효창원(孝昌園)이, 1949년에는 영조의 손자이자 사도세자의 장남 의소세손의 묘 의령원(懿寧園)이 이곳으로 옮겨왔으며, 1969년에는 성종 폐비 윤씨의 회묘(懷墓)가 서삼릉으로 옮겨왔다.
서삼릉 능역에는 의친왕과 의친왕의 모친 덕수 장씨의 묘도 있었으나 1996년 의친왕묘가, 2009년엔 귀인 장씨(의친왕의 모친)의 묘가 서삼릉에서 홍유릉 경역으로 천장하여 서삼릉은 현재의 3릉 3원 1묘 및 왕자·공주·후궁 등의 묘 47기, 태실 54기의 구성을 이루게 되었다.

## 세부 내역
- 희릉(禧陵)은 조선 제11대 왕 중종의 계비 장경왕후(章敬王后) 윤씨의 능이다.
  - 중종(中宗)의 능은 명종 17년(1562년) 이곳에서 정릉(靖陵, 서울시 강남구 삼성동)으로 이장되었다.[1]
- 효릉(孝陵)은 조선 제12대 왕 인종(仁宗)과 정비 인성왕후(仁聖王后) 박씨의 능이다.
- 예릉(睿陵)은 조선 제25대 왕 철종(哲宗)과 정비 철인왕후(哲仁王后) 김씨의 능이다.
- 회묘(懷墓)는 폐비 윤씨의 묘이다.
- 소경원(昭慶園)은 인조의 장남 소현세자의 원이다.
- 의령원(懿寧園)은 사도세자의 장남 의소세손의 원이다.
- 효창원(孝昌園)은 정조의 장남 문효세자의 원이다. 1786년(정조 10년) 고양 율목동(현 서울 용산구 효창공원) 효창묘(孝昌墓)를 조성하였는데, 1870년(고종 7년) 효창원(孝昌園)으로 격상하였고, 일제 강점기 말기인 1945년 5월에 현 위치로 이장하였다.[2]
- 후궁묘의 빈·귀인 묘역에 조선 제22대 왕 정조의 후궁 의빈 성씨, 원빈 홍씨, 화빈 윤씨를 포함한 후궁의 묘 16기가 있다. 일제강점기와 해방 이후에 옮겨온 곳이다. 비공개 지역으로 사전에 공개제한지역 출입신청을 해야 관람할 수 있다.[3]

## 공개 여부
안타깝게도 모든 능이 공개되고 있는 것은 아니다. 효릉과 소경원, 후궁묘역은 비공개 지대이다.

## 훼손 / 복원
현재 서삼릉의 전체 면적 중 79만여 제곱미터가 농협중앙회의 종우장과 한국마사회의 종마장으로 사용되고 있다. 문화재청은 대체 부지를 마련해 시설을 점차 옮길 예정이라고 밝혔다. 뿐만 아니라, 능(陵) 주변에는 종마장, 농협대학, 골프장 두 곳과 서울외곽순환고속도로가 둘러싸고 있다.

### 문화재청의의왕생모 귀인 덕수장씨묘와 후실 수관당 정씨묘 천장(이장)
서삼릉 근처에는 문화재청(청장:친일파 후손 이건무)에 의해 2006년에 국가지정문화재로 지정된 귀인 덕수 장씨 (의왕(義王)의 생모) 묘소와 수관당 정씨 (의왕(義王)의 후실) 묘소가 있었다. 당시 문화재청은 “서삼릉 인근주변의 독립된 곳에 위치한 덕수 장씨 묘를 확대 지정한다”고 밝혔었다.
그러나 정권이 바뀐 뒤 문화재청이 이갑 황손(李鉀, 황실명:李忠吉)의 허락을 받지 않고 2009년 6월 4일 새벽에 황손의 할머님(귀인 덕수장씨) 묘소와 수관당 정씨 묘소를 남양주시 홍릉 근처로 천장하였다. 이 과정에서 황가의 어른이시고 의왕의 9남인 이갑 황손은 이 사실을 알고있지 못한 상태에서 천장이 되었다는 점이 알려지면서 문화재청이 임의대로 천장을 한 일이 알려졌다. 문화재청은 황가 가족의 신청에 근거해 천장을 하였다고 해명했으며, 천장 신청자는 전혜원(全惠源, 자칭황손 이해원)이란 사람이다. 그러나 이갑 황손은 천장 신청자 전혜원(자칭황손 이해원)은 가짜황손이라고 밝히고 있으며, 전혜원(자칭황손 이해원)은 유전자 감식 요구에도 응하지 않고 있다고 한다. 전혜원(자칭황손 이해원)은 전(前) 국립고궁박물관 연구자문위원이었다고 한다.

### 사건 관련자료
- 고양신문 : 하룻밤 새 사라진 서삼릉 묘소 (사진) (2009.06.16.)
- 문화재청 해명 : “문화재청, 서삼릉 묘 移葬 법적 근거 밝혀야” 조선일보 기사(2009.7.6자)와 관련 문화재청 입장 (2009.7.6., 문화재청 궁능문화재과장 최병선)
- 경기방송 : 의친왕 9남 "덕수장씨 묘 이장 몰랐다" 보관됨 2013-09-28 - 웨이백 머신 (2009.08.11.)
- 경기신문 : 고양시민 ‘서삼릉 문화재’ 지켜냈다 (2013.08.28.)
- 전혜원 (자칭황손 이해원) 관련
  - 출처 : 문화재청 보도자료(2005.5.24.), 제목 : "대한제국 황실후손 이혜원씨 국립고궁박물관 연구자문위원으로 위촉"
    - 국립문화재연구소 보도자료 게시판, 검색어:"이혜원씨"
    - 연결 : http://www.nrich.go.kr/kr/news/press/content.jsp?id=572%5B깨진+링크(과거+내용+찾기)%5D

## 같이 보기
- 조선왕릉
- 서오릉
- 동구릉
- 파주삼릉